# Лісопитомник (парк-пам'ятка садово-паркового мистецтва)
Лісопито́мник — парк-пам'ятка садово-паркового мистецтва місцевого значення в Україні. Розташований у північно-східній частині міста Мелітополь Запорізької області. 
Площа 37,9 га. Статус присвоєно згідно з рішенням Запорізької обласної ради від 25.12.2001 року № 5. Перебуває у віданні: Мелітопольська міська рада.